# Ronnekläppen
Ronnekläppen este o arie protejată (arie de protecție specială avifaunistică — SPA) din Suedia întinsă pe o suprafață de 61,4 ha, integral pe uscat.

## Localizare
Centrul sitului Ronnekläppen este situat la coordonatele 56°04′08″N 15°41′29″E / 56.0689°N 15.6913°E.

## Înființare
Situl Ronnekläppen a fost declarat arie de protecție specială avifaunistică în decembrie 1996 pentru a proteja 14 specii de animale.

## Biodiversitate
Situată în ecoregiunile continentală și marină baltică, aria protejată nu include niciun habitat protejat.
La baza desemnării sitului se află mai multe specii protejate de  păsări (14): rață lingurar (Anas clypeata), rață fluierătoare (Anas penelope), gâscă cenușie (Anser anser), rața moțată (Aythya fuligula), lebădă de iarnă (Cygnus cygnus), becațină comună (Gallinago gallinago), scoicar (Haematopus ostralegus), Mergus serrator, Phalacrocorax carbo sinensis, eider (Somateria mollissima), Sterna paradisaea, călifar alb (Tadorna tadorna), fluierarul cu picioare roșii (Tringa totanus), nagâț (Vanellus vanellus).